# Soutelo Mourisco
Soutelo Mourisco é uma povoação portuguesa do Município de Macedo de Cavaleiros que foi sede da extinta Freguesia de Soutelo Mourisco, freguesia que tinha 12,50 km² de área e 31 habitantes (2011), e, por isso, uma densidade populacional de 2,5 hab/km².
A Freguesia de Soutelo Mourisco foi extinta (agregada) pela reorganização administrativa de 2012/2013, tendo o seu território sido agregado ao das Freguesias de Espadanedo, Edroso e Murçós para criar a nova União de Freguesias de Espadanedo, Edroso, Murçós e Soutelo Mourisco.

## População
| População da freguesia de Soutelo Mourisco | População da freguesia de Soutelo Mourisco | População da freguesia de Soutelo Mourisco | População da freguesia de Soutelo Mourisco | População da freguesia de Soutelo Mourisco | População da freguesia de Soutelo Mourisco | População da freguesia de Soutelo Mourisco | População da freguesia de Soutelo Mourisco | População da freguesia de Soutelo Mourisco | População da freguesia de Soutelo Mourisco | População da freguesia de Soutelo Mourisco | População da freguesia de Soutelo Mourisco | População da freguesia de Soutelo Mourisco | População da freguesia de Soutelo Mourisco | População da freguesia de Soutelo Mourisco |
| ------------------------------------------ | ------------------------------------------ | ------------------------------------------ | ------------------------------------------ | ------------------------------------------ | ------------------------------------------ | ------------------------------------------ | ------------------------------------------ | ------------------------------------------ | ------------------------------------------ | ------------------------------------------ | ------------------------------------------ | ------------------------------------------ | ------------------------------------------ | ------------------------------------------ |
| 1864                                       | 1878                                       | 1890                                       | 1900                                       | 1911                                       | 1920                                       | 1930                                       | 1940                                       | 1950                                       | 1960                                       | 1970                                       | 1981                                       | 1991                                       | 2001                                       | 2011                                       |
|                                            | 211                                        | 245                                        | 283                                        | 221                                        | 201                                        | 236                                        | 264                                        | 294                                        | 323                                        | 218                                        | 172                                        | 113                                        | 60                                         | 31                                         |

No ano de 1864 estava anexada à freguesia de Espadanedo